# La vendetta del ragno nero (film 2001)
La vendetta del ragno nero (Earth vs. the Spider) è un film per la televisione statunitense del genere horror del 2001 diretto da Scott Ziehl.

## Trama
Quentin Kemmer, un giovane timido e ossessionato dai fumetti, si inietta un siero sperimentale creato in un laboratorio per dare agli esseri umani le capacità dei ragni. In un primo momento egli sviluppa abilità minori come una maggiore forza, che gli permette di combattere i criminali e prepotenti locali e di vivere così il suo sogno di essere un supereroe e di fare colpo sulla sua affascinante vicina di casa.
Le cose iniziano a farsi più serie quando comincia a sparare ragnatele dall'addome. Poi perde il controllo delle sue abilità, sempre più letali, così come la sua capacità di giudizio nel distinguere tra criminali e semplici bulli. Il suo sogno diventa un incubo quando comincia a cambiare anche a livello fisico, il che gli comporta un costante dolore, e sviluppa una fame quasi insaziabile. Il detective Jack Grillo inizia ad indagare quando scopre diversi corpi coperti di ragnatele e capisce che l'autore della carneficina è Quentin. La vicina di casa cerca di aiutarlo, ma senza successo. In un finale convulso Quentin, sempre più deforme, permette al detective di ucciderlo.

## Produzione
Il film fa parte della serie di film per la TV prodotta dalla Cinemax nel 2001, denominata Creature Features (Le creature del brivido in Italia) che comprende anche i titoli:
- Lei, la creatura (She Creature)
- Il giorno in cui il mondo finì (The Day the World Ended)
- Il mostro oltre lo schermo (How to Make a Monster)
- Adolescente delle caverne (Teenage Caveman)

Il film riutilizza il titolo di un altro film horror del 1958 (La vendetta del ragno nero) ma non è un remake. Il personaggio Quentin Kemmer prende il nome da quello dell'attore Ed Kemmer, protagonista della pellicola del 1958.

## Distribuzione
Alcune delle uscite internazionali sono state:
- 7 ottobre 2001 negli Stati Uniti (Earth vs. the Spider)
- 5 febbraio 2002 in Francia (Earth vs. the Spider, uscita DVD)
- 26 febbraio 2002 in Spagna (Araña mutante)
- 5 marzo 2002 in Argentina (La tierra contra la araña)
- 27 marzo 2002 in Norvegia
- 23 maggio 2002 in Finlandia (Kuoleman seitti)
- 28 luglio 2007 in Ungheria (Embertelen pók)
- in Brasile (A Maldição da Aranha)
- in Spagna (Araña mutante)
- in Grecia (Gigantia apeili)
- in Germania (Spinnen des Todes)